# Jóhann Guðmundsson
Jóhann Birnir Guðmundsson, född 5 december 1977 i Reykjavik, är en isländsk före detta fotbollsspelare som spelade som mittfältare. 